# Defiance (Fernsehserie)/Episodenliste

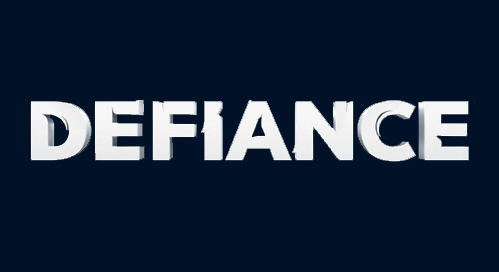
Logo zur Serie

Diese Episodenliste enthält alle Episoden der US-amerikanischen Science-Fiction-Serie Defiance, sortiert nach der US-amerikanischen Erstausstrahlung. Die Fernsehserie umfasst drei Staffeln mit 38 Episoden.

## Übersicht
| Staffel | Episodenanzahl | Erstausstrahlung USA | Erstausstrahlung USA | Deutschsprachige Erstausstrahlung | Deutschsprachige Erstausstrahlung |
| Staffel | Episodenanzahl | Staffelpremiere      | Staffelfinale        | Staffelpremiere                   | Staffelfinale                     |
| ------- | -------------- | -------------------- | -------------------- | --------------------------------- | --------------------------------- |
| 1       | 12             | 15. April 2013       | 8. Juli 2013         | 16. April 2013                    | 9. Juli 2013                      |
| 2       | 13             | 19. Juni 2014        | 28. August 2014      | 20. Juni 2014                     | 5. September 2014                 |
| 3       | 13             | 12. Juni 2015        | 28. August 2015      | 16. Juni 2015                     | 1. September 2015                 |

## Staffel 1
Die Erstausstrahlung der ersten Staffel war vom 15. April bis zum 8. Juli 2013 auf dem US-amerikanischen Fernsehsender Syfy zu sehen. Die deutschsprachige Erstausstrahlung sendete der deutsche Ableger Syfy vom 16. April bis zum 9. Juli 2013.
| Nr. (ges.) | Nr. (St.) | Deutscher Titel              | Originaltitel                            | Erstausstrahlung USA | Deutschsprachige Erstausstrahlung (D) | Regie          | Drehbuch                                          |
| ---------- | --------- | ---------------------------- | ---------------------------------------- | -------------------- | ------------------------------------- | -------------- | ------------------------------------------------- |
| 1          | 1         | Pilot                        | Pilot                                    | 15. Apr. 2013        | 16. Apr. 2013                         | Scott Stewart  | Rockne S. O’Bannon, Kevin Murphy & Michael Taylor |
| 2          | 2         | Wohin die toten Männer gehen | Down In The Ground Where The Dead Men Go | 22. Apr. 2013        | 23. Apr. 2013                         | Michael Nankin | Kevin Murphy & Anupam Nigam                       |
| 3          | 3         | Gnadenlose Rache             | The Devil In The Dark                    | 29. Apr. 2013        | 30. Apr. 2013                         | Omar Madha     | Michael Taylor                                    |
| 4          | 4         | Ein angesehener Mann         | A Well Respected Man                     | 6. Mai 2013          | 7. Mai 2013                           | Michael Nankin | Craig Gore & Tim Walsh                            |
| 5          | 5         | Das Kuckucksei               | The Serpent’s Egg                        | 13. Mai 2013         | 14. Mai 2013                          | Omar Madha     | David Weddle & Bradley Thompson                   |
| 6          | 6         | Waffenbrüder                 | Brothers In Arms                         | 20. Mai 2013         | 21. Mai 2013                          | Andy Wolk      | Todd Slavkin & Darren Swimmer                     |
| 7          | 7         | Der Stahlhagel               | Goodbye Blue Sky                         | 3. Juni 2013         | 4. Juni 2013                          | Andy Wolk      | Anupam Nigam & Amanda Alpert Muscat               |
| 8          | 8         | Der Zeitreisende             | I Just Wasn’t Made for These Times       | 10. Juni 2013        | 11. Juni 2013                         | Allan Kroeker  | Clark Perry                                       |
| 9          | 9         | Seuchenalarm                 | If I Ever Leave This World Alive         | 17. Juni 2013        | 18. Juni 2013                         | Allan Kroeker  | Bryan Gracia                                      |
| 10         | 10        | Mord am Hochzeitstag         | The Bride Wore Black                     | 24. Juni 2013        | 25. Juni 2013                         | Todd Slavkin   | Todd Slavkin & Darren Swimmer                     |
| 11         | 11        | Gefährliche Tricks           | Past Is Prologue                         | 1. Juli 2013         | 2. Juli 2013                          | Michael Nankin | Michael Taylor                                    |
| 12         | 12        | Alles zerbrochen             | Everything Is Broken                     | 8. Juli 2013         | 9. Juli 2013                          | Michael Nankin | Kevin Murphy                                      |

## Staffel 2
Die Erstausstrahlung der zweiten Staffel war vom 19. Juni bis zum 28. August 2014 auf dem US-amerikanischen Fernsehsender Syfy zu sehen. Die deutschsprachige Erstausstrahlung sendete der deutsche Ableger Syfy vom 20. Juni bis zum 5. September 2014.
| Nr. (ges.) | Nr. (St.) | Deutscher Titel                               | Originaltitel                        | Erstausstrahlung USA | Deutschsprachige Erstausstrahlung (D) | Regie          | Drehbuch                          |
| ---------- | --------- | --------------------------------------------- | ------------------------------------ | -------------------- | ------------------------------------- | -------------- | --------------------------------- |
| 13         | 1         | Das Gegenteil von Hallelujah                  | The Opposite of Hallelujah           | 19. Juni 2014        | 20. Juni 2014                         | Michael Nankin | Kevin Murphy                      |
| 14         | 2         | Das Geheimnis meines Lebens                   | In My Secret Life                    | 26. Juni 2014        | 27. Juni 2014                         | Michael Nankin | Michael Taylor                    |
| 15         | 3         | Schmerzhafte Trennungen                       | The Cord and the Ax                  | 3. Juli 2014         | 4. Juli 2014                          | Michael Nankin | Allison Miller                    |
| 16         | 4         | Grausame Konsequenzen                         | Beasts of Burden                     | 10. Juli 2014        | 11. Juli 2014                         | Allan Kroeker  | Todd Slavkin & Darren Swimmer     |
| 17         | 5         | Schadensbegrenzung                            | Putting the Damage On                | 17. Juli 2014        | 18. Juli 2014                         | Allan Kroeker  | Nevin Densham                     |
| 18         | 6         | Die Macht der Frauen                          | This Woman’s Work                    | 24. Juli 2014        | 25. Juli 2014                         | Allan Arkush   | Brian Allen Alexander             |
| 19         | 7         | Wenn ihr sie mit meinen Augen sehen könntet … | If You Could See Her Through My Eyes | 31. Juli 2014        | 1. Aug. 2014                          | Allan Arkush   | Brusta Brown & John Mitchell Todd |
| 20         | 8         | Auf in Richtung Bethlehem                     | Slouching Towards Bethlehem          | 7. Aug. 2014         | 8. Aug. 2014                          | Larry Shaw     | Bryan Q. Miller                   |
| 21         | 9         | Bilder der Erinnerung                         | Painted From Memory                  | 14. Aug. 2014        | 15. Aug. 2014                         | Larry Shaw     | Kevin Murphy                      |
| 22         | 10        | Auf dem Grund der Erde                        | Bottom of the World                  | 21. Aug. 2014        | 22. Aug. 2014                         | Andy Wolk      | Anupam Nigam                      |
| 23         | 11        | Zerlegt wie eine Puppe                        | Doll Parts                           | 21. Aug. 2014        | 29. Aug. 2014                         | Andy Wolk      | Phoef Sutton                      |
| 24         | 12        | Alles muss vergehen                           | All Things Must Pass                 | 28. Aug. 2014        | 5. Sep. 2014                          | Michael Nankin | Todd Slavkin & Darren Swimmer     |
| 25         | 13        | Fast hätte ich gebetet                        | I Almost Prayed                      | 28. Aug. 2014        | 5. Sep. 2014                          | Michael Nankin | Kevin Murphy                      |

## Staffel 3
Die Erstausstrahlung der dritten Staffel war vom 12. Juni 2015 bis zum 28. August 2015 auf dem US-amerikanischen Fernsehsender Syfy zu sehen. Die deutschsprachige Erstausstrahlung sendete der deutsche Ableger Syfy vom 16. Juni bis zum 1. September 2015.
| Nr. (ges.) | Nr. (St.) | Deutscher Titel                                       | Originaltitel                                     | Erstausstrahlung USA | Deutschsprachige Erstausstrahlung (D) | Regie          | Drehbuch                        |
| ---------- | --------- | ----------------------------------------------------- | ------------------------------------------------- | -------------------- | ------------------------------------- | -------------- | ------------------------------- |
| 26         | 1         | Die Welt, die wir erobern                             | The World We Seize                                | 12. Juni 2015        | 16. Juni 2015                         | Michael Nankin | Kevin Murphy                    |
| 27         | 2         | Die letzten Einhörner                                 | The Last Unicorns                                 | 12. Juni 2015        | 16. Juni 2015                         | Michael Nankin | Kari Drake                      |
| 28         | 3         | Zerbrochener Zweig                                    | Broken Bough                                      | 19. Juni 2015        | 23. Juni 2015                         | Larry Shaw     | Todd Slavkin & Darren Swimmer   |
| 29         | 4         | Tote Luft                                             | Dead Air                                          | 26. Juni 2015        | 30. Juni 2015                         | Larry Shaw     | Gregory Weidman & Geoff Tock    |
| 30         | 5         | Splitter der Vergangenheit                            | History Rhymes                                    | 3. Juli 2015         | 7. Juli 2015                          | Felix Alcala   | Anupam Nigam                    |
| 31         | 6         | Wohin die Äpfel fallen                                | Where the Apples Fell                             | 10. Juli 2015        | 14. Juli 2015                         | Felix Alcala   | Paula Yoo                       |
| 32         | 7         | Die Schönheit unserer Waffen                          | The Beauty of Our Weapons                         | 17. Juli 2015        | 21. Juli 2015                         | Mairzee Almas  | Manuel Figueroa & Jordan Heimer |
| 33         | 8         | Ich bin Datak Tarr und ich bin hier, um Dich zu töten | My Name Is Datak Tarr and I Have Come to Kill You | 24. Juli 2015        | 28. Juli 2015                         | Mairzee Almas  | Kevin Murphy                    |
| 34         | 9         | Ostinato in Weiß                                      | Ostinato in White                                 | 31. Juli 2015        | 4. Aug. 2015                          | Allan Arkush   | Bryan Q. Miller                 |
| 35         | 10        | Wenn die Dämmerung den Himmel verdunkelt              | When Twilight Dims the Sky Above                  | 7. Aug. 2015         | 11. Aug. 2015                         | Allan Arkush   | Brian Allen Alexander           |
| 36         | 11        | Ein Dämon vor meinen Augen                            | Of a Demon in My View                             | 14. Aug. 2015        | 18. Aug. 2015                         | Thomas Burstyn | Nick Mueller                    |
| 37         | 12        | Das Erwachen                                          | The Awakening                                     | 21. Aug. 2015        | 25. Aug. 2015                         | Michael Nankin | Todd Slavkin & Darren Swimmer   |
| 38         | 13        | Nun, so sterben wir im Sturmschritt                   | Upon the March We Fittest Die                     | 28. Aug. 2015        | 1. Sep. 2015                          | Michael Nankin | Kevin Murphy                    |